# Alikí (Páros)
Alikí ou Alykí (en grec moderne : Αλυκή) est une localité grecque située sur la côte de la pointe sud de l'île de Páros. 

## Population
Lors du recensement de 2011 la population était de 657 habitants.